# Байдюков Георгій Петрович
Гео́ргій Петро́вич Байдюко́в (27 березня 1922 — 31 травня 1997, Київ, Україна) — український радянський науковець-автотранспортник, директор ДержавтотрансНДІпроект (1971—1975), кандидат економічних наук.

## Життєпис
Народився 27 березня 1922 року, виріс у Києві.
У 1941 році розпочав трудову діяльність. Працював робітником, майстром, відповідальним секретарем газети «Горьковец», потім, до 1945 року, — начальником дільниці на військовому заводі п/я 340 Міністерства суднобудівної промисловості.
З 1943 року став членом Комуністичної партії Радянського Союзу.
У 1945—1948 роках навчався в Київському політехнічному інституті за фахом «автомобілі та автогосподарство». Із закінченням було присвоєно кваліфікацію інженера-механіка.
Із 1948 року працював інженером, потім начальником відділу експлуатації Укрсоюззаготтранса Міністерства заготівель СРСР. З 1955 року — начальником відділу сільгоспперевезень 1-го головного управління Мінавторансу і шосейних доріг УРСР.
У 1951 році закінчив Вечірній університет Марксизму-ленінізму, а в 1969 році — аспірантуру при Інституті кібернетики АН УРСР, без відриву від виробництва.
У березні 1957 року призначений на посаду начальника Головтехспорзбуту Мінавтотрансу і шосейних доріг УРСР.
З 1962 до 1971 року працював начальником управління Київського виробничого управління вантажного автотранспорту (ГоловКиївавтотрансу), де очолив понад 13-тисячний колектив і керував роботою понад 7 тис. автомобілів.
У 1969 року здобув науковий ступінь кандидата економічних наук.
У січні 1971 року призначений директором ДержавтотрансНДІпроекту.
У 1971 році затверджений членом Колегії Мінавтотрансу УРСР.

## Наукова діяльність
Став автором кількох десятків наукових праць у сфері організації й експлуатації автотранспорту. Мав напрацювання розроблення й удосконалення вантажних, легкових і вантажно-пасажирських автомобілів і автобусів.
Авторські роботи:
- Байдюков Г. П. Нові методи планування на автотранспорті Чехословацької Соціалістичної Республіки (рос.), Київ, 1968. — УДК 658:656.13;
- Байдюков Г. П. (на правах рукопису). Питання вдосконалення управління автотранспортом за допомогою математичних методів і ЕОМ (рос.), Київ, 1969.

Роботи в співавторстві:
- Про деякі питання застосування математичних методів у плануванні автоперевезень (1962)[3] (рос.);
- Економічна кібернетика та дослідження операцій, семінар (1962)[3] (рос.);
- Математичне забезпечення автоматизованої системи планування та керування автотранспортом, том II (1967)[4] (рос.);
- Аналіз впливу експлуатаційних чинників показники рентабельності автотранспортного підприємства (1968)[4] (рос.);
- Визначення економічної ефективності АСУ на автомобільному транспорті (1974)[5] (рос.).

Є співавтором патентів:
- Засіб для управління двигунами автопоїзда (1975) (рос.);
- Пересувний засіб для технічного обслуговування транспортних засобів (1979) (рос.).

Роботи інших авторів, виконані під науковим керівництвом Георгія Байдюкова:
- Голобородкін Б. М., Чередниченко Л. С., Парінний А. К. Методичні указання з оцінення економічної ефективності АСУ АТ (на стадії технічного проєкту), Київ, 1974 (рос.);
- Мартиненко Н. М. Методичні указання зі складання технічного завдання на розроблення АСУ АТ, Київ, 1974 (рос.).

## Суспільна діяльність
Обирався депутатом райради, міськради і членом Пленуму РК КП України.

## Нагороди
Нагороджений орденами Трудового Червоного Прапора, Жовтневої Революції, а також двома медалями.